# Li-Siguang-Preis für Geowissenschaften
Der Li-Siguang-Preis für Geowissenschaften (chinesisch 李四光地質科學獎 / 李四光地质科学奖, Pinyin Li Siguang dizhi kexue jiang, englisch Li Siguang Award for Geosciences; Li Siguang Geological Science Award) ist ein nach dem chinesischen Geologen und Geologie-Minister Li Siguang (1889–1971) benannter Wissenschaftspreis. Er wird seit 1989 vom Komitee des Li-Siguang-Preises für Geowissenschaften für herausragende Forschungen zur Geologie verliehen.